# Herly (Somma)
Herly – miejscowość i gmina we Francji, w regionie Hauts-de-France, w departamencie Somma.
Według danych na rok 1990 gminę zamieszkiwało 45 osób, a gęstość zaludnienia wynosiła 12 osób/km² (wśród 2293 gmin Pikardii Herly plasuje się na 952. miejscu pod względem liczby ludności, natomiast pod względem powierzchni na miejscu 990.).